# 井上利八

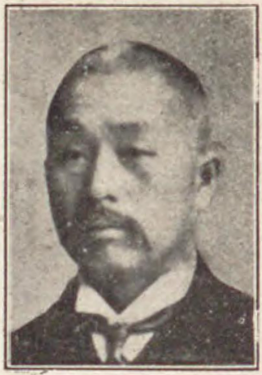
1925年頃

井上 利八（いのうえ りはち、1866年12月9日（慶應2年11月3日） - 1935年（昭和10年）3月12日）は、日本の政治家。衆議院議員（1期）。

## 経歴
備後国沼隈郡水呑村（広島県沼隈郡水呑町を経て現福山市）出身。鉄道院技手、広島県会議員、同議長となる。鉄道工事請負業に従事、鞆軽便鉄道(株)専務取締役となる。
1924年の第15回衆議院議員総選挙において広島4区から立候補して当選した。衆議院議員を1期務め、次の1928年の第16回衆議院議員総選挙には出馬しなかった。1935年死去。